# Miroslav Žamboch
Miroslav Žamboch (* 13. ledna 1972, Hranice) je český autor fantasy a science fiction.

## Život
Miroslav Žamboch vystudoval Fakultu jadernou a fyzikálně inženýrskou ČVUT v Praze a nyní pracuje v ÚJV Řež, a. s., (bývalý Ústav jaderného výzkumu v Řeži u Prahy). Již jeho první publikovaná povídka, Zpověď válečníka (1995), sklidila u čtenářů velký ohlas. Koniáše, hrdinu, který jej proslavil a získal mu velké množství příznivců, představil ve sbírce povídek Poslední bere vše (2000). Jeho povídky vycházely pravidelně v časopisech (Ikarie) a vyšly také v několika antologiích, např. Punk Fiction (Mladá fronta 2004) nebo Čas psanců (Triton, Praha 2004).
Kromě psaní se Miroslav Žamboch věnuje hodně judu, kulturistice a zvláště pak extrémním sportům. K jeho zájmům patří také vojenská technika a chladné zbraně.

## Dílo

### Samostatné knihy
- Poslední bere vše, Poutník, Praha 2000, soubor tří fantasy povídek.
- Seržant, Poutník, Praha 2002 - román, roku 2005 byl vydán v Polsku.
- Meč proti sekeře, Ivo Železný, Praha 2003, román ze seriálu Mark Stone.
- Megapolis, Palmknihy, 2004, soubor povídek.
- Na křídlech tornáda, Poutník, Praha 2004, soubor povídek, průřez autorovou tvorbou (ISBN 80-85892-75-8).
- Líheň, dvoudílný román:
  - Díl 1.: Smrt zrozená v Praze, Wolf Publishing, 2004 (ISBN 80-239-3757-X),
  - Díl 2.: Královna smrti, Wolf Publishing, 2005 (ISBN 80-239-4476-2),
  - Líheň, oba díly, Triton, 2009 (ISBN 978-80-7387-277-9),
- Jennifer, Triton, Praha 2005, novela publikovaná v kolibřím formátu.
- Basil - valašský vojvoda, Triton, Praha 2006, novela publikovaná v kolibřím formátu.
- Drsný spasitel, Triton, Praha 2007 (ISBN 978-80-7254-964-1).
- Predátoři, Triton, Praha 2007.
- Živí a mrtví, Nakladatelství Freetim(e)publishing, Praha 2011, soubor povídek, (ISBN 978-80-87538-22-7).
- Turbulentní vesmír, Triton, Praha 2015, (ISBN 978-80-7387-913-6), společně s Tomášem Bartošem.
- Zakuti v oceli, Triton, Praha 2016, (ISBN 978-80-7553-175-9).
- O olši, která nikdy nic nevzdala, Triton, Praha 2012, (978-80-7387-648-7).
- O barvách; O Měsíci, který nevěděl, že je měsíc, Triton, Praha 2017, (978-80-7553-488-0).

### Knižní série
- Koniášovský cyklus
  - Bakly
    - Bez slitování, Poutník, Praha 2003, fantasy román (ISBN 80-85892-67-7), znovuvydáno 2013, (ISBN 978-80-87246-39-9).
    - Návrat zabijáka, Triton, Praha 2005, novela publikovaná v kolibřím formátu (ISBN 80-7254-648-1).
    - Anděl bez slitování, Triton, Praha 2006, novela publikovaná v kolibřím formátu, (ISBN 80-7254-825-5),
    - Holýma rukama, Triton, Praha 2007, novela publikovaná v kolibřím formátu (ISBN 978-80-7387-018-8).
    - Čas žít, čas zabíjet, Triton, Praha 2010, soubor povídek, (ISBN 978-80-7387-376-9).
    - Hledání smrti, Triton, Praha 2018, fantasy román, (ISBN 978-80-7553-585-6).
    - V objetí smrti, Triton, Praha 2019, fantasy román, (ISBN 978-80-7553-596-2).
    - Armáda Triton, Praha 2020, fantasy román, (ISBN 978-80-7553-762-1).

  - Koniáš
    - Na ostřích čepelí, Poutník, Praha 2001, fantasy román (ISBN 80-85892-57-X).
    - Ostří oceli, Fantom Print, 2002, cyklus fantasy povídek se stejným hrdinou (ISBN 80-86354-36-9).
    - Konec vlka samotáře, Triton, Praha 2005, novela publikovaná v kolibřím formátu, (ISBN 80-7254-648-1).
    - Muž na stezce, Triton, Praha 2008, cyklus fantasy povídek se stejným hrdinou.
    - Vlk samotář, Triton, Praha 2008, fantasy román.

  - Vegašský cyklus
    - Ve službách klanu, Triton, Praha 2013, (ISBN 978-80-7387-672-2).
    - Maverick - Pěšec na odpis, Triton, Praha 2006, novela publikovaná v kolibřím formátu.
    - Dlouhý sprint s ozvěnou, Triton, Praha 2009, soubor dvou povídek, (ISBN 978-80-7387-329-5).

- Klanové války
  - Visio in Extremis, Triton, Praha 2011, (ISBN 978-80-7387-508-4).
  - In Nomine Sanguinis, Triton, Praha 2014, (ISBN 978-80-7387-795-8).

- Agent John Francis Kovář, vydává v pražském nakladatelství Triton:
  - JFK 1 - Pašerák (2005), společně s Jiřím Walkerem Procházkou.
  - JFK 2 - Není krve bez ohně (2005), společně s Jiřím Walkerem Procházkou.
  - JFK 3 - Meč a tomahawk (2006), společně s Jiřím Walkerem Procházkou.
  - JFK 4 - Armády nesmrtelných (2006), společně s Jiřím Walkerem Procházkou.
  - JFK 6 - Se smrtí v zádech (2006).
  - JFK 7 - Hořící andělé (2006).
  - JFK 13 - Prokletí legendy - Dámská hra (2007).
  - JFK 14 - Prokletí legendy - Hra gentlemanů (2008).
  - JFK 22 - Vincent Vega (2009).
  - JFK 28 - Na vlastní pěst (2012).
  - JFK 37 - Město mrtvých I., (2016), (ISBN 978-80-7553-170-4).
  - JFK 38 - Město mrtvých II., (2017), (ISBN 978-80-7553-255-8).
  - Ustoupit není kam, za námi je Moskva, povídka ve sborníku Svůj svět si musíme zasloužit, JFK speciál, Triton, Praha 2009.
- Agent X-Hawk, vydává v pražském nakladatelství Triton:
  - Hitman 2010, ISBN 978-80-7387-431-5.
  - X-Hawk 3 – Válka světů (2019), ISBN 978-80-7553-713-3.